# Міядзакі Хідетака
Хідетака Міядзакі (яп. 宮 崎 英 高; 19 вересня 1974, Сідзуока) — японський розробник відеоігор, дизайнер, письменник та очільник компанії FromSoftware. Спочатку він приєднався до них у 2004 році як дизайнер ігор серії Armored Core, пізніше став відомим завдяки створенню ігор серії «Souls», починаючи з Demon's Souls у 2009 році. У 2014 році Міядзакі став президентом компанії, а також виконує обов'язки її представницького директора. Серед інших проектів, над якими він працював: Bloodborne, Sekiro: Shadows Die Twice та Elden Ring.
Творчість Міядзакі натхненна розмаїттям робіт різних романістів, манґак та інших дизайнерів ігор, таких як Фуміто Уеда та Юджі Хорі, а також азійської та європейської архітектури. Його творіння, особливо серія «Souls», характеризуються вражаючим візуальним аспектом та складними перепитіями, закладеними в основу сюжету, а також великим розмаїттям персонажів більшість інформації про них розкривається за допомогою натяків разом з підказками навколишнього середовища, та малою кількістю діалогів. Чіткою ознакою ігор є підвищена складність ігрового процесу та його непередбачуваність. Внесок Міядзакі в серію «Souls» був визначений як «впливовий», внаслідок чого розробник отримав численні нагороди і звання «батька ігор Souls»[джерело?].

## Кар'єра
Хідетака Міядзакі народився 19 вересня 1974 року і виріс у місті Сідзуока, Японія. Пізніше він навчався в Університеті Кейо і закінчив його за спеціальністю «соціальні науки», після чого влаштувався на роботу менеджером по роботі з клієнтами в американську корпорацію Oracle, щоб оплачувати навчання своєї сестри в коледжі. За рекомендацією друга, Міядзакі зіграв у відеогру Ico 2001 року, яка спонукала його змінити кар'єру геймдизайнера. Міядзакі з'ясував, що небагато ігрових компаній візьмуть його на роботу у віці 29 років без досвіду роботи в індустрії, і однією з небагатьох була FromSoftware. Він почав працювати там як планувальник над Armored Core: Last Raven у 2004 році, приєднавшись до розробки гри на її середині. Пізніше він став режисером Armored Core 4 та її прямого продовження, Armored Core: For Answer
Дізнавшись про те, що згодом стало Demon's Souls, Міядзакі захопився перспективою створення фентезійної рольової гри і запропонував свою допомогу. Проєкт, доки його не призначили, вважався компанією провальним. Він вважав, що погляди компанії на гру дозволяють йому повністю контролювати проект, оскільки будь-які подальші невдалі ідеї не зашкодять йому. Хоча гра була негативно сприйнята на Токійській ігровій виставці 2009 року і продавалася набагато гірше, ніж очікувалося, після релізу, вона почала набирати обертів через кілька місяців і незабаром знайшлися видавці, які захотіли випустити гру за межами Японії. Після успіху духовної спадкоємиці гри, Dark Souls, випущеної у 2011 році, Міядзакі був призначений на посаду президента компанії у травні 2014 року. Це вважалося безпрецедентним для Японії, коли людина змінювала кар'єру і ставала президентом компанії протягом 10 років.
У 2012 році Sony Computer Entertainment звернулася до FromSoftware щодо спільної розробки нової гри. Міядзакі запитав про можливість розробки гри для консолей восьмого покоління, і з цього виникла концепція Bloodborne. Незважаючи на те, що гра не була пов'язана з попередніми іграми FromSoftware, Міядзакі сказав, що вона несла в собі «ДНК» Demon's Souls та її специфічний дизайн рівнів. Розробка йшла паралельно з розробкою Dark Souls II, яку Міядзакі лише контролював через те, що не міг керувати обома іграми одночасно. Міядзакі повернувся до серії Dark Souls як головний режисер Dark Souls III, яка вийшла на початку наступного року. Після її виходу він оголосив про наміри особисто припинити розробку серії Dark Souls. Його наступними двома проектами були гра віртуальної реальності Déraciné 2018 року та пригодницька гра Sekiro: Shadows Die Twice 2019 року, причому остання отримала кілька нагород, в тому числі і звання гри року 2019.
Міядзакі керував грою Elden Ring, що вийшла у 2022 році, звернувшись до американського письменника-фантаста Джорджа Р. Р. Мартіна, щоб забезпечити її світобудову. Гра продалася накладом понад 25 мільйонів копій і була названа однією з найкращих відеоігор усіх часів. Пізніше Міядзакі був початковим режисером Armored Core VI: Fires of Rubicon (2023), перш ніж Масару Ямамура взяв на себе цю роль.

## Проєкти
| Назва                     | Рік релізу | Роль                      |
| ------------------------- | ---------- | ------------------------- |
| Armored Core: Last Raven  | 2005       | Планування                |
| Armored Core 4            | 2006       | Керівництво               |
| Armored Core: For Answer  | 2008       | Керівництво               |
| Demon's Souls             | 2009       | Керівництво               |
| Dark Souls                | 2011       | Керівництво, продюсування |
| Dark Souls II             | 2014       | Супервайзер               |
| Bloodborne                | 2015       | Керівництво               |
| Dark Souls III            | 2016       | Керівництво               |
| Déraciné                  | 2018       | Керівництво               |
| Sekiro: Shadows Die Twice | 2019       | Керівництво               |
| Elden Ring                | 2022       | Керівництво               |